# Хэквуд, Уильям
Уильям Хэквуд (англ. William Hackwood, ок. 1757—1839) — британский художник и скульптор, автор ряда эскизов и заготовок для известного керамиста и дизайнера Джозайи Уэджвуда.

## Биография
С 12 лет Хэквуд работал на фабрике Уэджвуда Etruria Works в Сток-он-Тренте, Стаффордшир, где, по оценке Уэджвуда, проявил выдающиеся способности в завершении тонкой отделки. 
Сотрудничал с Джозайей Уэджвудом с 1769 до 1832 годы.
Со временем Хэквуд возглавил на фабрике направление декоративно-прикладного искусства. Среди работ Хэквуда — заготовки для портретных медальонов Уэджвуда, в том числе с изображениями самого Уэджвуда, короля Георга III и королевы Шарлотты. Среди портретов работы Хэквуда известны портреты драматурга Дэвида Гаррика и Уильяма Шекспира, подписанные автором, но большинство его работ не содержит подписи. Изображение для медальона работы Хэквуда под названием «Разве я не муж и брат?» (ок. 1787 года) стало одним из символов движения  аболиционистов.
Сохранившийся рабочий контракт Хэквуда, датированный ноябрем 1777 года, содержит сведения, что Уэджвуд установил ему заработную плату в размере £1 11s 6d. в неделю, при этом с Хэквуда не взималась арендная плата за жильё, и, кроме того, выплачивалось дополнительное вознаграждение за отдельные работы.

## Галерея

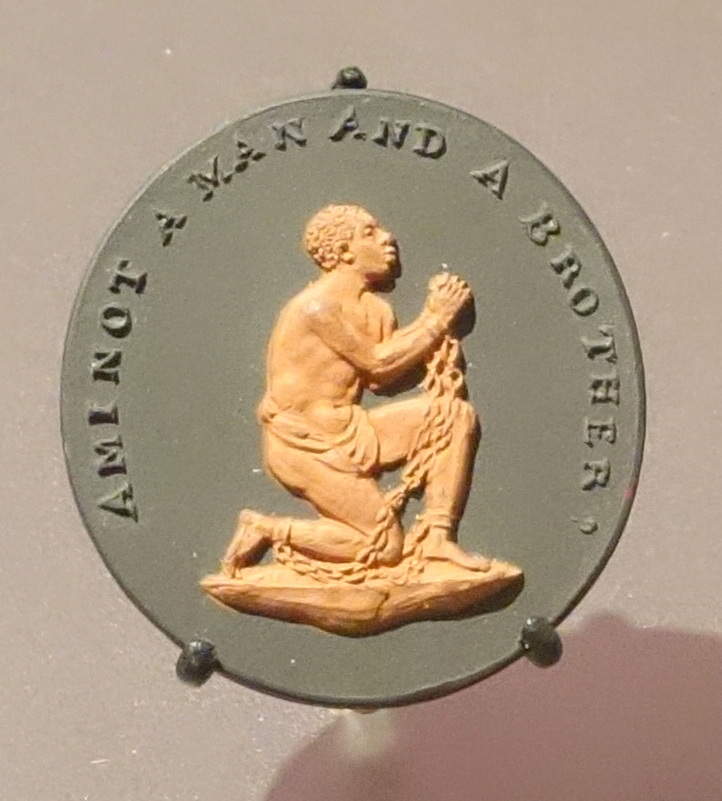
«Разве я не муж и брат?»
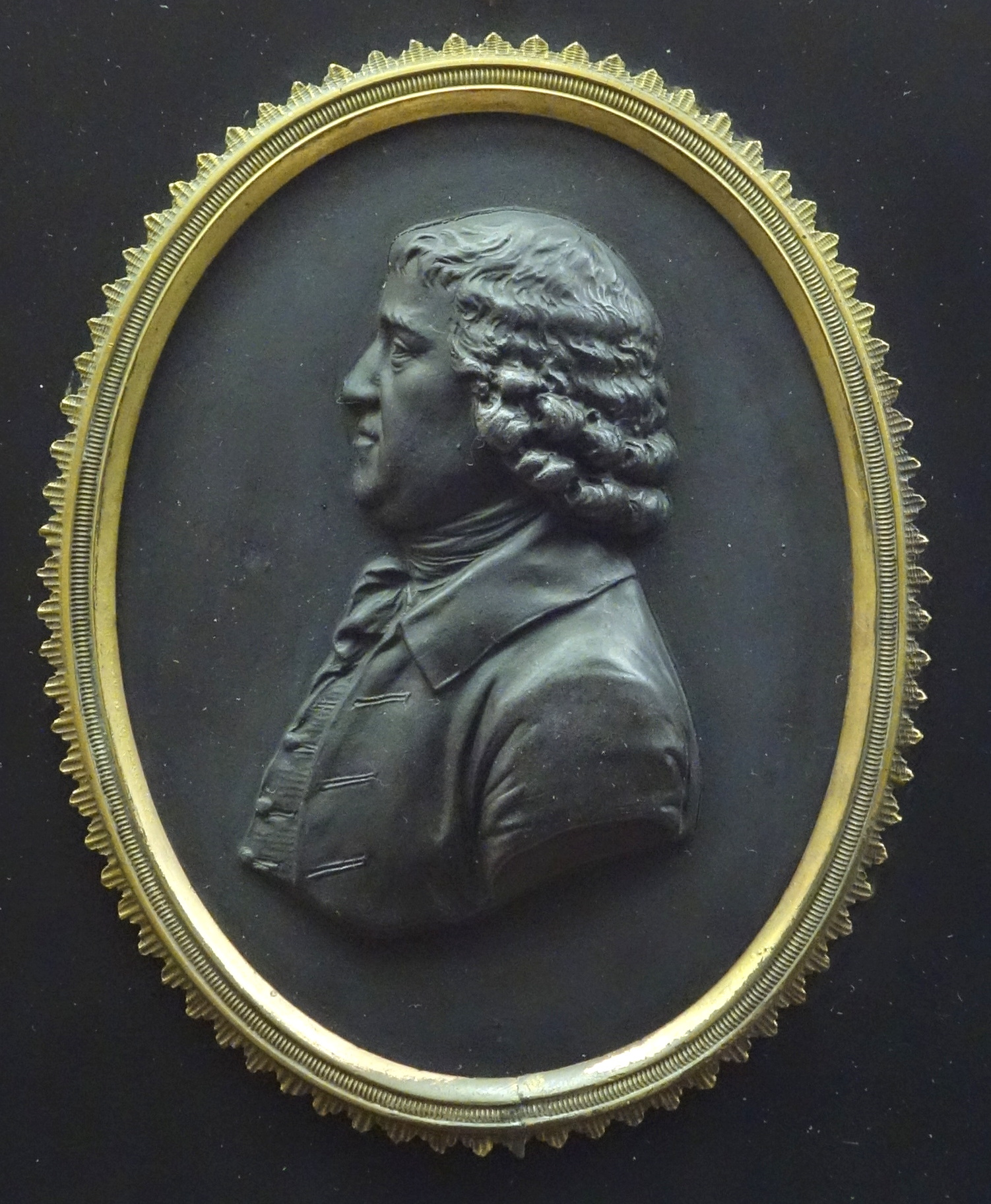
Медальон с изображением Д.Уэджвуда, изготовленный Уильямом Хэквудом в 1782—1783